# Гасперини, Джан Пьеро
Джан Пье́ро Гаспери́ни (итал. Gian Piero Gasperini; род. 26 января 1958, Грульяско, Пьемонт) — итальянский футболист, полузащитник; тренер. Главный тренер клуба «Рома».
Гасперини два года подряд получал награду «Золотая скамья» (Лучший тренер Серии А) в сезоне 2018/19 и 2019/20, а также является вторым в истории итальянским тренером выигравшим Лигу Европы УЕФА.

## Игровая карьера
Джан Пьеро Гасперини — воспитанник «Ювентуса», за который он начал играть с 9 лет, вплоть до Примаверы, в составе которой он выступал вместе с Паоло Росси и Серджо Брио. За основной состав команды Гасперини выступал только в нескольких матчах Кубка Италии. В 1977 году Гасперини был арендован клубом «Реджана», выступавшим в серии С; за эту команду Гасперини провёл 16 матчей и помог клубу выйти в серию С1. В 1978 году Гасперини перешёл в «Палермо», выступавший в серии В. В первом же сезоне он достиг с командой финала Кубка Италии, но «Палермо» проиграл в нём бывшему клубу Гасперини, «Ювентусу»; Джан Пьеро в финале участия не принимал. Гасперини играл за «Палермо» на протяжении 5 сезонов, проведя 128 матчей и забив 11 голов. Наивысшим достижением клуба в этот период стало 6-е место в серии В.
В 1983 году Гасперини перешёл в «Кавезе», где провёл 1 сезон. Клуб с ним в составе занял 19 место в серии В и «вылетел» в серию С1. После этого Гасперини перешёл в «Пистойезе», где его вновь постигла неудача: команда заняла 17-е место в серии С1 и выбыла в серию С2. В 1985 году он перешёл в «Пескару», с которой через год вышел в серию А, где он дебютировал 20 сентября 1987 года в матче с «Пизой», выигранном 2:1; один из мячей в этой игре забил Гасперини. За «Пескару» Гасперини играл 5 сезонов, был капитаном команды. В 1990 году он перешёл в «Салернитану», а завершил карьеру в возрасте 35 лет в клубе «Вис Пезаро».

## Тренерская карьера
Завершив карьеру игрока, Гасперини начал тренерскую карьеру, В 1996 году молодой тренер Джан Пьеро Гасперини прошёл стажировку в «Аяксе» у тренера Луи ван Гала, где за основу своего тренерского подхода взял тактические принципы голландцев в схеме 3-4-3 при владении и переходе в оборону и персональный прессинг.

### «Ювентус» (молодежная команда)
Гасперини получил предложение возглавить молодёжный состав «Ювентуса». Под его руководством молодёжная команда «Ювентуса» дважды победила в турнире Виареджо. Джан Пьеро Гасперини работал в структуре «Ювентуса» 9 лет, из которых 5 (с 1998 по 2003 год) он тренировал Примаверу.
«В плане характера и отношения к делу „Юве“ сыграл ключевую роль в моей карьере. Это была школа жизни» — вспоминал тренер Гасперини о периоде работы в структуре «Ювентуса».
В финале юношеского турнира молодёжная команда «Ювентуса» победил «Славию». Несмотря на героическую игру голкипера Матуша Козачика, туринцы на 90-й минуте дожали чехов. На трибунах присутствовали эмиссары «Кротоне» и восхищались атакующим футболом «Юве». На следующий день Гасперини было сделано предложение перейти в их команду.

### «Кротоне»
В 2003 году он возглавил клуб «Кротоне» и за один сезон сенсационно вывел «Кротоне» в Серию В. В Италии не принято играть в открытую — тем удивительнее было, что тренер Гасперини смело использовал схему 3-4-3 (3-5-2). Три года, проведённые в «Кротоне», стали прочным фундаментом для раскрытия тренерского потенциала Джан Пьеро Гасперини.
Благодаря новым тактическим решениям Гасперини доверили провести несколько курсов по тактике в школе тренеров Коверчано. На лекциях Гасперини детально разбирал все преимущества инновационной для Италии тактики 3-5-2. «Он делал это с такой страстью, что на его лекциях не было свободных мест. Гасперини — настоящий фанат атакующего футбола, что в сочетании с блестяще поставленной речью и умением формулировать мысль погружало нас в процесс с головой» − признался посещавший его занятия главный тренер «Сампдории» Марко Джампаоло.

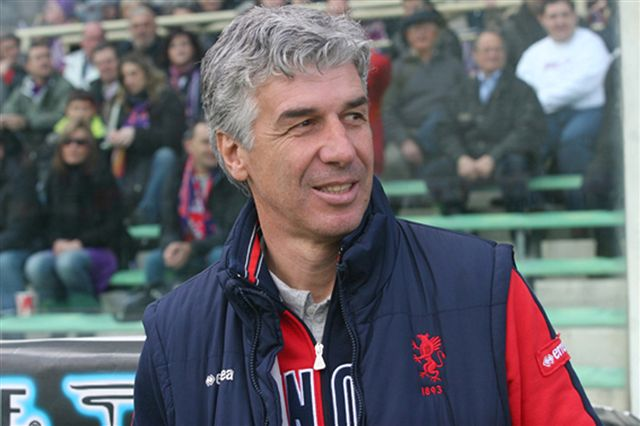
Гасперини в качестве главного тренера «Дженоа», 2008 год

### «Дженоа»
10 июля 2006 года Гасперини возглавил клуб «Дженоа», с которым добился первых заметных результатов в тренерской карьере. В первом же сезоне он впервые за 12 лет вывел клуб в Серию А. Гасперини следуя своим тактическим принципам выстроил прессингующую команду, которая стала сразу же показывать стабильные результаты в высшем итальянском дивизионе и заняла достойное для дебютанта 10-е место. А в сезоне 2008/09 «Дженоа» под руководством Джан Пьеро Гасперини чуть не попала в Лигу чемпионов, что для команды с такими ресурсами в Италии воспринилось бы как чудо. Но «Дженоа» не хватило чуть-чуть, команда Гасперини обидно проиграла «Фиорентине» по личным встречам и ограничилась 5-м местом в Серии А. 28 ноября 2009 года Гасперини выиграл Лантернское дерби у «Сампдории», став первым тренером в истории «Дженоа», который выиграл в дерби с «Сампдорией» три раза подряд. Проделанную тренерскую работу Гасперини высоко оценили в Италии и впервые в прессе стали писать о тренере, способным на футбольные чудеса. Однако 8 ноября 2010 года Гасперини был уволен со своего поста.

### «Интер»
24 июня 2011 года Джан Пьеро Гасперини возглавил миланский «Интернационале». Однако этот период оказался для тренера неудачным.
Гасперини стартовал с поражения в Суперкубке Италии от «Милана» со счётом 2:1. Итальянская пресса с самого начала работы Гасперини в Милане не дала ему время для раскачки и совсем не щадила, обвиняя его в неадекватности в тактическом подходе, например, за «неправильное использование» Уэсли Снейдера и форварда Джампаоло Паццини. Самые деликатные заголовки главных итальянских газет пестрили: «Слишком неопытный», «слишком провинциальный».
Под его руководством клуб провёл только пять официальных матчей, и ни в одном из них не смог одержать победу. А поражение в 5-й игре от «Новары» 20 сентября 2011 года вызвало увольнение Гасперини с поста главного тренера «Интера».
«Я думал, что располагаю сильными игроками, которые составят мощную команду; считал, что новая система мотивирует их. Но нашёл в „Интере“ вымотанных стариков, которые играли хорошо, только если играли, как всегда. Мы с президентом клуба Моратти не сходились ни в одном вопросе! Для моей тактики мне были нужны совершено другие футболисты. Я так и не понял зачем меня звали, ведь они знали, что я играю с тремя защитниками, а текущий состав не предполагал такой стиль игры» — вспоминал Гасперини о своём периоде в «Интернационале».

### «Палермо»
16 сентября 2012 года назначен главным тренером «Палермо» вместо уволенного Джузеппе Саннино. Но долго в клубе задержаться Гасперини не удалось, слабые результаты и расхождения взглядов с руководством клуба на тактику и стиль игры команды привели к быстрому уходу итальянского специалиста. 4 февраля 2013 года уволен со своего поста за неудовлетворительные результаты клуба (предпоследнее 19-е место после 23-го тура серии A 2012/13). Преемником Гасперини стал Альберто Малезани. Однако через три недели, 25 февраля руководство клуба смогло убедить вернуться Джан Пьеро Гасперини и вновь стать тренером «Палермо», но вновь незадалось и вновь был уволен 11 марта, то есть через две недели после возвращения в команду.

### Возвращение в «Дженоа»
29 сентября 2013 года Гасперини вернулся в «Дженоа», подписав контракт на 3 года и сменив на посту Фабио Ливерани.
Вернувшись в «Дженоа» Гасперини вновь стал строить игру команды через высокий прессинг, который он ставил команде из Генуи в свой первый приход в период с 2006—2010. И результаты не стали себя долго ждать, сразу же по итогам сезона 2014/15 «Дженоа» под руководством Гасперини заняла 6-е место, после 14-го места по итогам Серии А в сезоне 2013/14. «Дженоа» под руководством Гасперини превратилось в стабильную и узнаваемую команду, стал все чаще на равных давать бой грандом итальянского футбола.
Джан Пьеро Гасперини тренируя «Дженоа» смог сполна отомстить миланскому «Интеру» за отсутствия доверия к его тактическим идеям и быстрому увольнению, обыгрывая «Интернационале» раз за разом. Впервые тренер Гасперини с «Дженоа» обыграл «Интер» в фирменном тактическом стиле 3-5-2, который не хотел видеть президент «Интера» Моратти. Но по-настоящему триумф команды Гасперини над «Интернационале» состоялся в сезоне 2014/15, тогда Гасперини повторил чудо и поднял «Дженоа» в зону еврокубков. Конкурентом был как раз «Интер». Все решилось за тур до конца Серии А, когда клубы встретились в очной дуэли. «Интернационале» вышли играть по схеме 4-3-1-2, как любил президент Моратти, генуэзцы вышли по превычной схеме 3-4-3 (3-5-2). «Дженоа» выиграла со счётом 3:2, вышла в Лигу Европы и выбросила миланский «Интер» на 8-ю позицию Чемпионата Италии. «Просто замечательно», — счастливо резюмировал Джан Пьеро Гасперини выступления своей команды в матче против «Интера» и итогам 2014/15.
Но стоило «Дженоа» в сезоне 2016/17 после 10 стартовых матчей Серии А набрать только 11 очков и оказаться на 14 месте как руководство клуба приняло решение уволить тренера Гасперини.

### «Аталанта»

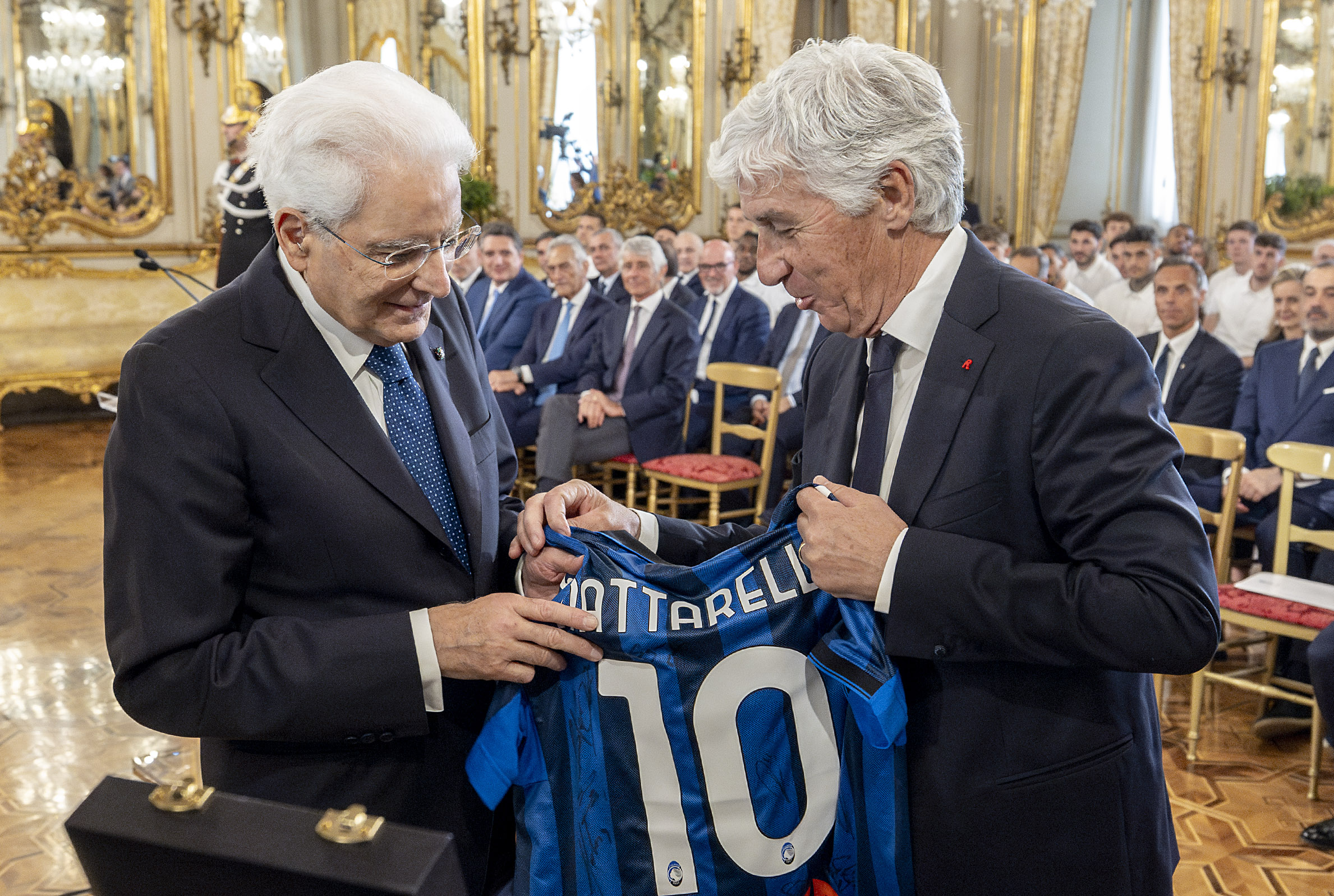
Президент Италии Серджо Маттарелла и Джан Пьеро Гасперини за день до финала Кубка Италии 2024

14 июня 2016 года Джан Пьеро Гасперини стал главным тренером команды «Аталанта» из Бергамо.
Тренер Гасперини стал выстраивать игру «Аталанта» через свой тактический стиль и тренд современного футбола — высокий прессинг. И в первый же сезон «Аталанта» под руководством Гасперини по итогам Чемпионата Италии заняло 4-е место и стала входить в топ-3 лидеров чемпионата Италии по многим статистическим показателям — количеству возврата мяча на дистанции 40 метров от ворот соперника, обводок, касаний в штрафной, передач в глубокие зоны, объёму интенсивности прессинг-действий (PPDA). Четвёртое место бергамцев стало на тот момент лучшим результатом в истории клуба и уникальным достижением, так как сезон назад команда из Бергамо заняло 13-е место, чудом избежав вылета и состав «Аталанты» был самый молодым составов среди всех команд серии А — 25,1 год.
Следующий сезон сложился для «Аталанта» под руководством Гасперини менее удачно, но тем не менее она вновь показывала интересную агрессивно-атакующую игру и сумела пробиться в Лигу Европы.
Тренер Гасперини, чувствуя поддержку руководства клуба «Аталанта» в лице президента Антонио Перкасси, продолжил развивать свои тактические подходы и уникальный стиль команды из Бергамо. Гасперини придумал уникальные тренировки, которые развивали выносливость в определённых аспектах игры и в особенном темпе. Итальянский специалист не перегружал игроков спринтами, потому что знал, что по статистике в матчах они относительно нечасты, а выстраивал подготовку на объём километража в среднем темпе с тактическими усложнениями для интенсивности. В занятиях Гасперини упор был не только на атлетизм, а прежде всего на повышение интеллектуальной устойчивости: игроки должны сохранять ясность на фоне больших нагрузок.
И через 2 года нахождения Гасперини на посту главного тренера команды «Аталанта» дала свои первые плоды, сезон 2018/19 стал на тот момент самым успешным в истории, команда из Бергамо в впервые в истории стала бронзовым призёром Серии А, попав напрямую в групповой этап в Лигу чемпионов, и также смогла дойти до финала Кубка Италии (где со счётом 0:2 уступила «Лацио»). До прихода Гасперини «Аталанта» не имела в своей истории таких результатов.
Гасперини получив в «Аталанте» необходимую поддержку от руководства клуба стал уделять особое внимание академии клуба и молодым футбольным талантом во всём мире. В одном из интервью Джан Пьеро Гасперини скажет: «Аталанта» меня устраивает, у клуба серьёзные цели, а болельщики одни из самых страстных в Италии. Я постоянно ищу молодых игроков, которые могут усилить основной состав». В дальнейшем от сезона к сезону трансферы «Аталанты» будут удивительно точны покупаться те игроки, которые соответствуют или могут вписаться в тактический рисунок стиля команды (3-5-2).
В сезоне 2019/20 бергамцы под руководством Гасперини вновь выигрывают бронзовые медали Серии А и становятся самым результативным клубом Италии, забив 98 голов в Серия А.
По итогам жеребьевки Лиги чемпионов «Аталанте» в квартете C достанется «Манчестер Сити», донецкий «Шахтёр» и «Динамо» (Загреб) и первые игры для новичка турнира будут складываться тяжело и не очень удачно. Первая игра команды Гасперини против подопечных Пепа Гвардиолы из Манчестера завершилось разгромом со счётом 5:1. На стадионе «Этихад» в первые несколько минут «Аталанта» выглядела сильнее грозного оппонента, а Руслан Малиновский и вовсе открыл счёт встречи, реализовав пенальти. Но дальше все пошло по сценарию «Манчестер Сити». И тогда итальянская и мировая пресса стала писать, что шансов у команды из Бергамо на выход в плей-офф Лиги чемпионов уже просто нет. Но все изменилось в ответной игре с «Манчестер Сити» в Италии.
Джан Пьеро Гасперини проделал работу над ошибками и тактически подготовил команду к ответной битве с командой Гвардиолы. В итоге поединок закончился со счётом 1:1, достойная игра и сенсационный результат задал определённый положительный импульс уверенности бергамцем, что сказалось на их дальнейших результатах в турнире и выходу в плей-офф Лиге чемпионов сезона 2019/20. И в итоге дебют в турнире в Лиге чемпионов у «Аталанты» под руководством Гасперини получиться ярким, «Аталанта» дойдет до стадии четвертьфинала турнира и уступит «Пари Сен-Жермен» со счётом 2:1.
На протяжении трёх сезонов подряд в Серия А (с 2018/19 по 2020/21) команда Гасперини выигрывала бронзовые медали. Итальянские СМИ в шутку стали называть команду из Бергамо «Аталанта» как бутылка дорогого вина, с каждым годом становится только лучше. И главный секрет успеха — в хозяине винодельни Гасперини».

### Еврокубковый триумф «Аталанты» и первый трофей в карьере тренера Гасперини
22 мая 2024 года Гасперини завоевал свой первый титул в карьере, приведя «Аталанту» к их первому в истории европейскому трофею, выиграв Лигу Европы УЕФА. В сезоне 2023/24 на протяжении всего еврокубкого турнира подопечные итальянского тренера показывали сверх-атакующую игру в схеме 3-5-2 с персональным прессингом и смогли выбить такие команды как португальский «Спортинг» (3:2), английский «Ливерпуль» (3:1) и французский «Олимпик Марсель» (4:1), при этом лишь раз в турнире команда Гасперини потерпела поражение (ответный домашний матч против «Ливерпуля» (0:1)). А в финале Лиги Европы со счётом 3:0 был повержен чемпион Германии «Байер 04» из Леверкузена.
До финала Лиги Европы по мнению многих футбольных экспертов из разных стран, у «Аталанты» Гасперини не было шансов на победу в матче с «Байером», который перед этим не проигрывал почти целый год (361 день).
«Если вы скромны, то это не означает, что вы не можете быть амбициозными. Я твердо верю, что у вас больше шансов добиться хороших результатов, если вы играете в классный футбол» — сказал Гасперини по итогам победы в финале Лига Европы.
До этого еврокубкого триумфа «Аталанта» выиграла свой предыдущий трофей 61 год назад, когда стала победителем Кубка Италии.
«Аталанта» в первые в своей истории клуба выиграла еврокубковый трофей и в рейтинге УЕФА поднялось на 20-е место. Для клуба из итальянской провинции, чей стадион готов принять лишь 15 тысяч человек, а годовой бюджет составляет около 200 миллионов евро это потрясающий результат, что в очередной раз подчеркивает колоссальную работу тренера Гасперини.
В матче за «Суперкубок УЕФА 2024 подопечным Гасперини пришлось встретиться с «Реал Мадридом» триумфатором Лиги чемпионов сезона 2023/24. Матч в Варшаве завершился победой мадридской команды 2:0, но весь матч «Аталанта» достойно на встречных курсах играла с испанским грандом.
Экс-игрок «Милана» Алессандро Костакурта сказал следующее про еврокубковый успех тренера Гасперини: «Тренироваться у Гасперини совсем не в кайф. Увидев его занятия, я понял, как родилась необыкновенная „Аталанта“. Футболисты блюют от пахоты, никаких шуток, ни одной улыбки, только упорный труд — вот основа её успеха».

### «Рома»
6 июня 2025 года назначен главным тренером «Ромы». Контракт подписан до 30 июня 2028 года.

## Тактика
Отличительная черта стиля Гасперини — три защитника, агрессивная оборона, стремление как можно быстрее перехватить мяч после потери, персональная опека даже на чужой половине поля.
В 1996 году, когда в кальчо возникла мода на 4-4-2, молодой тренер Гасперини съездил на стажировку в «Аякс» к легендарному тренеру Луи ван Галу, восхитился принципами голландцев в схеме 3-4-3 при владении и переходе в оборону, и перевёз модель игры в Италию. С того момента Гасперини не отходит от модуля с тремя центральными защитниками.
Тренер предпочитает расстановку 3-4-3, которую он постоянно чередует с 3-4-2-1 и 3-4-1-2. Атакующая игра строится через создание ромбов и треугольников, что позволяет почти всегда иметь 1-2 варианта для продолжения атаки.
«Аталанта» Джан Пьеро Гасперини вписывается в тактический тренд современного футбола на высокий прессинг, но даже на фоне других успешных прессингующих команд «Аталанта» уникальна. Ни в кальчо, ни в других топ-лигах Европы никто, кроме Гасперини, не использует тотальный man-marking-прессинг, за счёт которого команда высоко возвращает себе мяч и строит быстрые атаки. Благодаря тренерскому подходу Гасперини «Аталанта» на протяжении многих лет лидирует в чемпионате Италии и по основным атакующим показателям — количество ожидаемых и реальных голов, обводок, атак, передач в глубокие зоны.

## Тренерская статистика
| Команда        | Начало работы    | Завершение работы | Показатели | Показатели | Показатели | Показатели | Показатели |
| Команда        | Начало работы    | Завершение работы | М          | В          | Н          | П          | % побед    |
| -------------- | ---------------- | ----------------- | ---------- | ---------- | ---------- | ---------- | ---------- |
| Кротоне        | 1 июля 2003      | 8 декабря 2004    | 69         | 32         | 17         | 20         | 046,38     |
| Кротоне        | 19 апреля 2005   | 30 июня 2006      | 53         | 24         | 13         | 16         | 045,28     |
| Дженоа         | 10 июля 2006     | 8 ноября 2010     | 186        | 82         | 42         | 62         | 044,09     |
| Интернационале | 24 июня 2011     | 21 сентября 2011  | 5          | 0          | 1          | 4          | 000,00     |
| Палермо        | 16 сентября 2012 | 4 февраля 2013    | 21         | 3          | 7          | 11         | 014,29     |
| Палермо        | 24 февраля 2013  | 11 марта 2013     | 2          | 0          | 1          | 1          | 000,00     |
| Дженоа         | 29 сентября 2013 | 14 июня 2016      | 111        | 40         | 28         | 43         | 036,04     |
| Аталанта       | 14 июня 2016     | 30 мая 2025       | 439        | 228        | 101        | 110        | 051,94     |
| Рома           | 6 июня 2025      | н.в.              | 0          | 0          | 0          | 0          | —          |
| Итого          | Итого            | Итого             | 886        | 410        | 210        | 266        | 046,28     |

Джан Пьеро Гасперини стал 5-м тренером в истории Серии А, выигравшим 200+ матчей и набравшим 550+ очков во главе одного итальянского клуба, сообщает статистический портал Opta. Рекордсмен — Джованни Трапаттони, набравший с «Ювентусом» 770 очков. На втором месте Массимилиано Аллегри с 663 очками также с «Ювентусом». Третью позицию делят Карло Анчелотти, набравший в «Милане» 557 очков, и Элленио Эррера, у которого во главе «Интера» столько же баллов.. 15 февраля 2025 года Гасперини обновил это достижение, набрав 600+ очков.

## Достижения

### Командные
«Ювентус» (молодежный состав)
- Победитель турнира Виареджо: 2003

«Аталанта»
- Бронзовый призёр Серии А: 2018/19, 2019/20, 2020/21, 2024/25
- Победитель Лиги Европы УЕФА: 2023/24

### Личные
- Тренер года в серии А (2): 2019, 2020
- Обладатель трофея «Золотая скамья» (2): 2018/19, 2019/20
- Обладатель трофея «Серебряная скамья»: 2006/07
- Тренер года «La Gazzetta dello Sport»: 2017
- Обладатель Премии имени Энцо Беарзота: 2025